# 傲蹄巴魯
傲蹄巴魯（日語：エルトンバローズ），是日本現役純種競賽馬匹。目前主要勝利有2023年日經電台賞及每日王冠。

## 出賽前
2020年3月18日出生於北海道浦河町桑田牧場，成長途中被馬主豬熊廣次購入。
其後交由栗東訓練中心練馬師杉山晴紀訓練。

## 競賽生涯

### 2歲
2022年10月23日出戰阪神競馬場2歲新馬戰，比賽初段選擇留後下在直路不斷迫近前方對手，但仍然以第二的戰績落敗。
12月11日出戰2歲未勝利戰，維持在先頭位置下在直路處和同樣位置透出的里見騰輝展開纏鬥，但最終落後對手1/2馬位再度取得第二。

### 3歲
2023年首戰為3歲未勝利戰，未能適應2200米的距離下在直路開始失速，最終以第九大敗。
其後返回1800米的3歲未勝利戰作賽，於先頭位置穩步推進下在直路以優秀反應殺出，但仍然取得第二的戰績。
4月16日進一步縮程至1600米的3歲未勝利戰，本次比賽維持在約莫第五的位置展開推進下，於彎道處逐步發力上前，最終在直路成功跑出全長最快末腳速度，以1馬位優勢贏得首勝。
3星期後出戰3歲一捷馬戰，比賽途中維持在尾二附近的位置等待時機，但在直路初段經已開始加速迫近前方賽駒，最終超越對手之餘更拉開後方2馬位取得勝。
7月2日出戰三級賽日經電台賞，保持在第三、四左右的是更位置下在彎道處仍然選擇抽出外檔，以不俗的姿態望空。進入直路後，其以絕佳的反應展開加速，途中發揮強勁的衝刺力，最終超越前方的雪朗峰下再力拒後方的生活格調，以三連勝的姿態贏得首個分級賽冠軍。
入秋後出戰每日王冠，維持在先行位置下緊隨領放馬紅瑪瑙做出的步速前進，在彎道處稍微移出外疊準備進入跑線。進入直路後，其一口氣衝出超越前方的賽駒取得領先，及後走勢延續下成功阻止來襲的前人足跡及速度大師，以鼻位優勢達成分級賽連勝。
勝出每日王冠後出戰一哩冠軍賽，保持在先頭至中團的位置展開追走下雖然在直路初段表現出不俗的勢頭，但仍然不敵後方衝出的匯兩川、神志勇進及俊彥茶座，以第四的名次結束首次一級賽挑戰。

### 4歲
2024年首戰為中山紀念，然而在先行位置展開推進下在直路因軟地未能展現走勢，最終僅跑獲第七的名次。
4月陣營安排其遠征香港出戰冠軍一哩賽，但繼續受到軟地未能發揮實力下以第八落敗，回國後出戰安田紀念亦僅跑獲第八的戰績。
夏季未有休養下以中京紀念作為調整，比賽初段在第六附近的位置推進，但在彎道處稍微抽出外檔發力下進佔先頭位置。進入直路後，其在前方嘗試保持速度阻止後方賽駒的攻勢，最終僅被爽爽海風及神威大顯超越以第三完賽。
進入秋季再度出戰每日王冠，本次比賽主動搶佔先頭位置在領放馬好脆後方推進，可惜在直路上未能迫近對手下再被幸運銀幣超越，最終以第三落敗。
11月以一哩冠軍賽作為目標，處於大外檔起步下其選擇在初段稍為留後，保持在中團第八的位置等待時機。進入直路後，其由中外檔位置展開衝刺，不斷突圍下陸續超越前方對手，最終僅未能迫近神志勇進跑獲亞軍。

### 5歲
休養近大半年後在2025年的中京幾年復出，比賽初段順應步速保持在先頭第三的位置，在直路上雖然順利望空，但衝勢始終不及其他對手下最終以第八落敗

### 詳細賽績
| 日期       | 舉辦國家/地區 | 馬場 | 距離   | 級別 | 賽事名稱   | 負重 | 騎師     | 馬號 | 出馬 | 名次 | 時間   | 頭馬（二馬）      |
| ---------- | ------------- | ---- | ------ | ---- | ---------- | ---- | -------- | ---- | ---- | ---- | ------ | ----------------- |
| 23/10/2022 | 日本          | 阪神 | 草1800 |      | 2歲新馬    | 55   | 福永祐一 | 9    | 11   | 2    | 1:48.6 | Doctor Dolittle   |
| 11/12/2022 | 日本          | 阪神 | 草1800 |      | 2歲未勝利  | 55   | 岩田望來 | 10   | 15   | 2    | 1:47.3 | 里見騰輝          |
| 4/2/2022   | 日本          | 中京 | 草2200 |      | 3歲未勝利  | 56   | 李慕華   | 11   | 13   | 9    | 2:16.8 | Admire Iru        |
| 19/3/2023  | 日本          | 阪神 | 草1800 |      | 3歲未勝利  | 56   | 李慕華   | 5    | 17   | 2    | 1:47.8 | 真炫美            |
| 16/4/2023  | 日本          | 阪神 | 草1600 |      | 3歲未勝利  | 56   | 西村淳也 | 6    | 18   | 1    | 1:33.7 | （Sunrise Pluto） |
| 6/5/2023   | 日本          | 京都 | 草1600 |      | 3歲一捷馬  | 56   | 西村淳也 | 6    | 8    | 1    | 1:33.6 | （Silver Duke）   |
| 2/7/2023   | 日本          | 福島 | 草1800 | GIII | 日經電台賞 | 55   | 西村淳也 | 6    | 16   | 1    | 1:46.9 | （雪朗峰）        |
| 8/10/2023  | 日本          | 東京 | 草1800 | GII  | 每日王冠   | 55   | 西村淳也 | 6    | 12   | 1    | 1:45.3 | （前人足跡）      |
| 19/11/2023 | 日本          | 京都 | 草1600 | GI   | 一哩冠軍賽 | 57   | 西村淳也 | 7    | 16   | 4    | 1:32.7 | 匯兩川            |
| 25/2/2024  | 日本          | 中山 | 草1800 | GII  | 中山紀念   | 57   | 西村淳也 | 9    | 16   | 7    | 1:49.0 | 摩天雲霄          |
| 28/4/2024  | 香港          | 沙田 | 草1600 | GI   | 冠軍一哩賽 | 57   | 西村淳也 | 8    | 11   | 8    | 1:35.6 | 永遠美麗          |
| 2/6/2024   | 日本          | 東京 | 草1600 | GI   | 安田紀念   | 58   | 西村淳也 | 16   | 18   | 8    | 1:32.9 | 浪漫勇士          |
| 21/7/2024  | 日本          | 小倉 | 草1800 | GIII | 中京紀念   | 59   | 西村淳也 | 7    | 14   | 3    | 1:47.3 | 爽爽海風          |
| 6/10/2024  | 日本          | 東京 | 草1800 | GII  | 每日王冠   | 58   | 西村淳也 | 14   | 14   | 3    | 1:45.3 | 幸運銀幣          |
| 17/11/2024 | 日本          | 京都 | 草1600 | GI   | 一哩冠軍賽 | 58   | 西村淳也 | 17   | 17   | 2    | 1:32.4 | 神志勇進          |
| 17/8/2025  | 日本          | 中京 | 草1800 | GIII | 中京紀念   | 58   | 川田將雅 | 3    | 12   | 8    | 1:32.7 | 心頭寶            |

## 血統簡介
父系華麗輝煌為日本賽駒，曾於2014年勝出東京優駿（日本打吡）。祖父大震撼亦是日本賽駒，爲日本賽馬史上第二匹無敗三冠馬，生涯出戰十四場賽事僅得兩場未能勝出，退役後配種成績亦極爲優秀。
母系Shonan Carat為日本賽駒，生涯五戰全敗。外祖父百仁時間爲美國賽駒，曾勝出當地二級賽，退役後在日本配種，和週日寧靜及東來兵被稱爲「改變日本賽馬的三匹種馬」。

### 血統表
| 父線：週日寧靜系（Halo系）             |                                 |               |                   |
| 種馬 華麗輝煌 2009年（棗色）           | 大震撼 2002年（棗色）           | 週日寧靜      | Halo              |
| 種馬 華麗輝煌 2009年（棗色）           | 大震撼 2002年（棗色）           | 週日寧靜      | Wishing Well      |
| 種馬 華麗輝煌 2009年（棗色）           | 大震撼 2002年（棗色）           | 風中秀髮      | Alzao             |
| 種馬 華麗輝煌 2009年（棗色）           | 大震撼 2002年（棗色）           | 風中秀髮      | Burghclere        |
| 種馬 華麗輝煌 2009年（棗色）           | Love and Bubbles 2001年（棗色） | Loup Sauvage  | 河人              |
| 種馬 華麗輝煌 2009年（棗色）           | Love and Bubbles 2001年（棗色） | Loup Sauvage  | Louveterie        |
| 種馬 華麗輝煌 2009年（棗色）           | Love and Bubbles 2001年（棗色） | Bubble Dream  | Akarad            |
| 種馬 華麗輝煌 2009年（棗色）           | Love and Bubbles 2001年（棗色） | Bubble Dream  | Bubble Prospector |
| 繁殖雌馬 Shonan Carat 2007年（深棗色） | 百仁時間 1985年（深棗色）       | 雷弼圖        | Hail to Reason    |
| 繁殖雌馬 Shonan Carat 2007年（深棗色） | 百仁時間 1985年（深棗色）       | 雷弼圖        | Bramalea          |
| 繁殖雌馬 Shonan Carat 2007年（深棗色） | 百仁時間 1985年（深棗色）       | Kelley's Day  | Graustark         |
| 繁殖雌馬 Shonan Carat 2007年（深棗色） | 百仁時間 1985年（深棗色）       | Kelley's Day  | Golden Trial      |
| 繁殖雌馬 Shonan Carat 2007年（深棗色） | News Value 1989年（棗色）       | Seattle Song  | 西雅圖迴旋        |
| 繁殖雌馬 Shonan Carat 2007年（深棗色） | News Value 1989年（棗色）       | Seattle Song  | Incantation       |
| 繁殖雌馬 Shonan Carat 2007年（深棗色） | News Value 1989年（棗色）       | Antique Value | 北方風味          |
| 繁殖雌馬 Shonan Carat 2007年（深棗色） | News Value 1989年（棗色）       | Antique Value | Moonscape         |
| 雌系：號族：9-f                        |                                 |               |                   |
| 五代內近親交配：Hail to Reason 5×4     |                                 |               |                   |

## 命名由來
名字中，Elton（エルトン）是歐美常見男性名字（一說源自艾頓莊的名字），香港採用音譯，翻譯為「傲蹄」；Barows（バローズ）則是馬主豬熊廣次之冠名，出自其所經營的Barows Co.，香港同樣取音譯，翻譯為「巴魯」。

## 外部連結
- 傲蹄巴魯 netkeiba.com
- 血統表